# Leal Lega antivivisezionista
La Leal - Lega antivivisezionista è un'associazione animalista italiana. Fu fondata a Milano nel 1978 da Kim Buti e si batte contro il maltrattamento e lo sfruttamento degli animali, promuovendo tra l'altro anche uno stile di vita vegano. Il nome Leal deriva dall'originaria denominazione "Lega antivivisezionista lombarda", avendo perso successivamente l'aggettivo "lombarda" e avendo abbracciato il contesto nazionale.